# 안토니우 1세 (콩고)
안토니우 1세(António I)는 콩고 왕국의 마니콩고이다.

## 같이 보기
- 콩고 왕국